# Каролинский погоныш
Каролинский погоныш (лат. Porzana carolina) — вид птиц из семейства пастушковых.

## Описание
Каролинский погоныш окрашен невзрачно. Спина коричневая с чёрными пестринами и белыми пятнами. Хвост коричневый, с двумя белыми полосами по краям. Зоб серый, клюв жёлтый.

## Образ жизни
Каролинский погоныш ведёт очень скрытный образ жизни. 